# Francisco de Paula Negreiros de Saião Lobato
Francisco de Paula Negreiros de Saião Lobato, o visconde de Niterói, (Rio de Janeiro, 25 de maio de 1815 — 14 de julho de 1884) foi um juiz e político brasileiro.
Foi Ministro da Justiça, de 3 de março de 1861 a 24 de maio de 1862, no 12º gabinete (Gabinete Caxias de 1861), e de 7 de março de 1871 a 20 de abril de 1872, no 21º (Gabinete Rio Branco), ambos conservadores.
Foi deputado geral e senador do Império do Brasil, de 1869 a 1884.